# Chahryar Adle
Chahryar Adle (persisch شهریار عدل anhörenⓘ; * 4. Februar 1944 in Teheran; † 21. Juni 2015 in Paris) war ein iranischer Historiker, Archäologe und Iranist, der vor allem zur mittelalterlichen und neuzeitlichen Geschichte Persiens und Zentralasiens forschte und veröffentlichte.
Adle entstammte der vorrevolutionären iranischen Elite. Sein Vater Ahmad-Hossein Adle (1889–1963) war in den 1950er-Jahren Landwirtschaftsminister und Gründer der Agrarhochschule Karadsch. Nach Abschluss der Sekundarschule in Iran ging Chahryar Adle nach Paris, um an der École des Beaux-Arts Architektur zu studieren, wechselte dann aber an die École du Louvre, wo er Archäologie und islamische Kunst studierte. Zudem absolvierte er ein Forschungsstudium der Geschichte des islamischen Iran bei Jean Aubin an der École pratique des hautes études (EPHE), das er 1970 mit einer ausgezeichneten Schrift über die Grenzregion Damghan im 15. und 16. Jahrhundert abschloss. Mit einer Arbeit zur persischen Chronik Fotuhat-e Homayoun über die Kriege des Safawiden-Schahs Abbas I. gegen die Usbeken zur Rückeroberung des Chorasan (1598) wurde er 1976 an der Universität Paris III (Sorbonne Nouvelle) promoviert. Danach forschte er als Mitarbeiter des Centre national de la recherche scientifique (CNRS).
Er war Präsident des internationalen wissenschaftlichen Komitees von ICOMOS International und war verantwortlicher Präsident des wissenschaftlichen Komitees der History of the Civilizations of Central Asia in der UNESCO-Reihe General and Regional Histories.

## Publikationen (Auswahl)
- Contribution à la géographie historique du Damghan (Le Monde iranien et l'Islam I), Genève; Paris: Droz; Minard, 1971
- Les Monuments du xie siècle du Dâmqân (Koautor: Assadullah Suren Melikian-Chirvani), Paris: Geuthner, 1972
- Note sur le "Qabr-i Šāhruḫ" de Damghan, Genève: Droz, 1974
- Ecriture de l'union: reflets du temps des troubles: œuvre picturale (1083-1124/1673-1712) de Hâji Moḥammad, Paris: Librairie de Nobele, 1980, ISBN 978-2-85252-010-3
- Chefs-d'œuvre d'architecture de l'Asie centrale, XIVe-XVe siècle (Coautor: Galina A. Pougatchenkova), Paris: Presses de l'Unesco, 1981, ISBN 978-92-3-201999-8
- Art et société dans le monde Iranien, Paris: Editions Recherche sur les civilisations, 1982, ISBN 978-2-86538-038-1
- Les Ottomans, les Safavides, et la Géorgie (Coautor: Jean-Louis Bacqué-Grammont), Istanbul: Isis Press, 1991, ISBN 978-975-428-028-9
- Téhéran: Capitale Bicentenaire / Tehran: Pajtaht-e devist sale-je Iran (Coautor: Bernard Hourcade), Paris; Téhéran: Institut français de recherche en Iran, 1992, ISBN 978-2-87723-055-1
- Hunar va Džamija dar Džahan-e Irani, Tehran: Entišarat-e Tus, 2000, ISBN 978-964-315-488-2
- History of Civilizations of Central Asia, Paris: UNESCO, 1992–2005
  - Vol. V: Development in contrast: from the sixteenth to the mid-nineteenth century (Mitherausgeber: Irfan Habib und Karl M. Baipakov), 2003, ISBN 978-92-3-103876-1
  - Vol. VI: Towards contemporary civilization: from the mid-nineteenth century to the present time (Mitherausgeber: Madhavan K. Palat und Anara Tabyshalieva), 2005, ISBN 978-92-3-103985-0
- Sevomin fasl kavošha-je bastanšenasi-je Horhe (Coautor: Mehdi Rahbar), Tehran: Muavanat-e Pižuhiši-je Sazman-e Miras-e Farhangi-je Kešvar, Mudirijat-e Miras-e Farhangi-je Ostan-e Markazi, 2004, ISBN 978-964-5722-46-1